# Aksarayspor
Aksarayspor is een Turkse voetbalclub uit de provinciehoofdstad Aksaray.
Aksarayspor werd opgericht in 1967 en is actief in de TFF 3. Lig. De ploeg had het meest succes tot heden van 2003 tot 2006 toen de ploeg uitkwam in de 2. Lig. Van 2010 tot 2013 kwam Aksarayspor uit in de amateurdivisies van het Turkse voetbal en provomoveerde aan het eind van het seizoen 2012-2013 naar de TFF 3. lig door één punt verschil hoger te eindigen dan Sarayönü Belediyespor.
Thuisstadion van de ploeg is het Aksaray Dağılgan Stadı, met een capaciteit van 17.000 toeschouwers. Het stadion werd vroeger het Atatürk Stadı genoemd en ligt in het oostelijk deel van de stad.